# Stephanie LeDrew
Stephanie LeDrew, née le 6 juin 1984 à Corner Brook, est une curleuse canadienne.

## Carrière
Stephanie LeDrew remporte aux Championnats du monde de curling la médaille de bronze en 2013 à Riga et la médaille d'argent en 2014 à Saint-Jean.
Elle remporte le Tournoi des Cœurs Scotties en 2013 et en 2014.